# Książę Cleveland

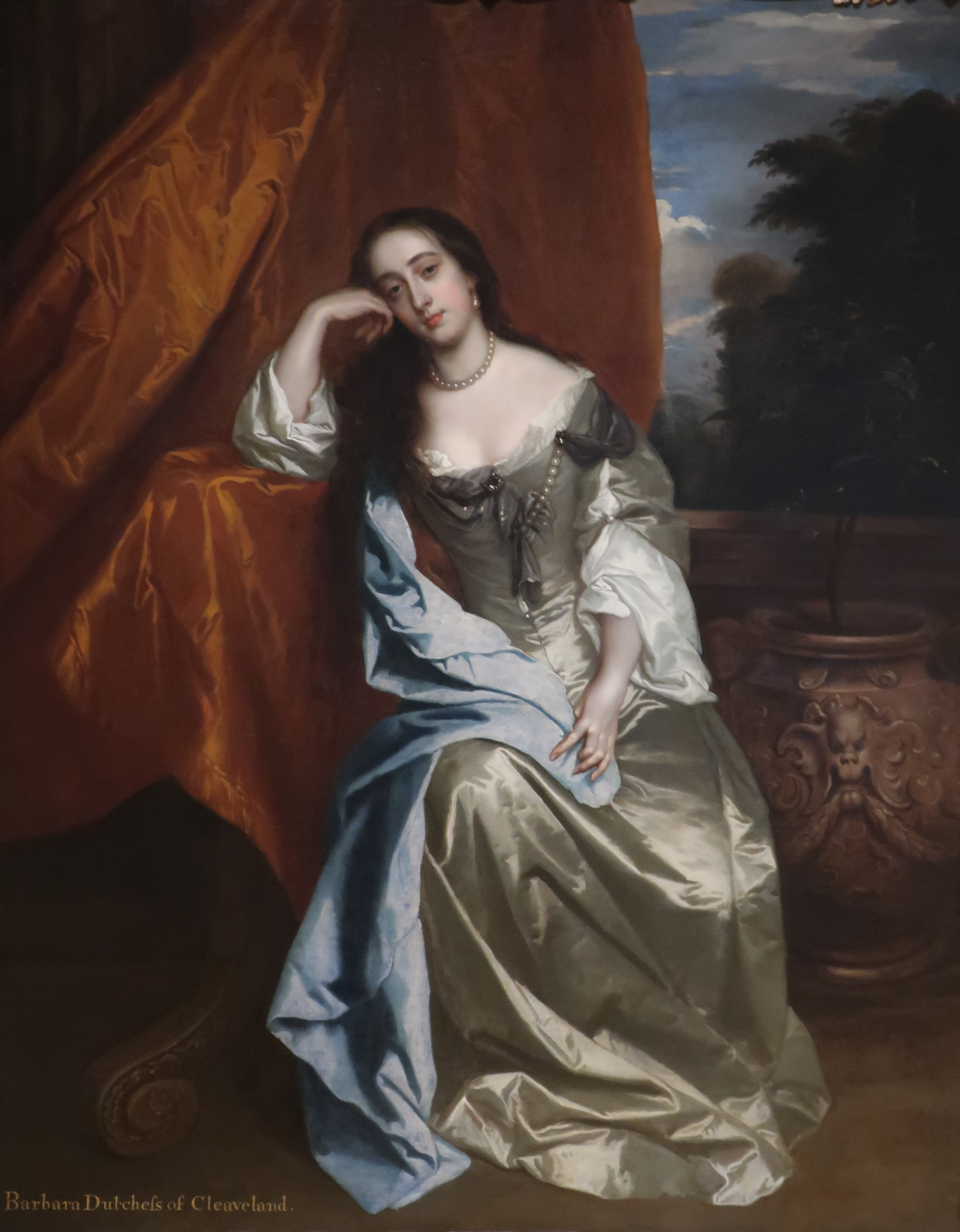
Barbara Palmer, 1. księżna Cleveland

Książę Cleveland – brytyjski tytuł parowski
Książęta Cleveland 1. kreacji (parostwo Anglii)
- 1670–1709: Barbara Palmer, 1. księżna Cleveland
- 1709–1730: Charles FitzRoy, 2. książę Cleveland i 1. książę Southampton
- 1730: 1774: William FitzRoy, 3. książę Cleveland i 2. książę Southampton

Książęta Cleveland 2. kreacji (parostwo Zjednoczonego Królestwa)
- 1831–1842: William Henry Vane, 1. książę Cleveland
- 1842–1864: Henry Vane, 2. książę Cleveland
- 1864–1864: William John Frederick Vane, 3. książę Cleveland
- 1864–1891: Harry George Powlett, 4. książę Cleveland